# Academie de Foot Amadou Diallo
O Academie de Foot Amadou Diallo é um clube de futebol com sede em Abidjan, Costa do Marfim. A equipe compete no Campeonato Marfinense de Futebol.

## História
O clube foi fundado em 2005.